# Episodi di Die Rosenheim-Cops (diciottesima stagione)
La diciottesima stagione della serie televisiva Die Rosenheim-Cops è stata trasmessa in anteprima in Germania dalla ZDF tra il 2 ottobre 2018 e il 2 aprile 2019.
| nº | Titolo originale                  | Titolo italiano | Prima TV Germania | Prima TV Italia |
| -- | --------------------------------- | --------------- | ----------------- | --------------- |
| 1  | Ein edles Motiv                   | inedito         | 2 ottobre 2018    | inedito         |
| 2  | Die Spur des Geldes               | inedito         | 9 ottobre 2018    | inedito         |
| 3  | Die Verschwörung der Frauen       | inedito         | 16 ottobre 2018   | inedito         |
| 4  | Vom Blitz getroffen               | inedito         | 23 ottobre 2018   | inedito         |
| 5  | Ein ganz besonderer Tropfen       | inedito         | 30 ottobre 2018   | inedito         |
| 6  | Der Tote im Garten                | inedito         | 6 novembre 2018   | inedito         |
| 7  | Mord wie er im Buche steht        | inedito         | 13 novembre 2018  | inedito         |
| 8  | Der Besuch der jungen Dame        | inedito         | 20 novembre 2018  | inedito         |
| 9  | Da drückt der Schuh               | inedito         | 27 novembre 2018  | inedito         |
| 10 | Ein Fehler mit fatalen Folgen     | inedito         | 4 dicembre 2018   | inedito         |
| 11 | Ein doppelter Einbruch            | inedito         | 11 dicembre 2018  | inedito         |
| 12 | Feuer und Flamme                  | inedito         | 18 dicembre 2018  | inedito         |
| 13 | Ein bissiger Wolf                 | inedito         | 8 gennaio 2019    | inedito         |
| 14 | Beim dritten "Om" bist du tot     | inedito         | 15 gennaio 2019   | inedito         |
| 15 | Drei Schwestern und ein Todesfall | inedito         | 22 gennaio 2019   | inedito         |
| 16 | Bretter, die die Welt bedeuten    | inedito         | 29 gennaio 2019   | inedito         |
| 17 | Ein Vater kommt selten allein     | inedito         | 5 febbraio 2019   | inedito         |
| 18 | Der letzte Happen                 | inedito         | 12 febbraio 2019  | inedito         |
| 19 | Die Erben des Herrn König         | inedito         | 19 febbraio 2019  | inedito         |
| 20 | Ein unliebsamer Mitbewohner       | inedito         | 26 febbraio 2019  | inedito         |
| 21 | Ein Koch zu viel                  | inedito         | 5 marzo 2019      | inedito         |
| 22 | Eine verhängnisvolle Spende       | inedito         | 12 marzo 2019     | inedito         |
| 23 | Ein Fall von Zauberei             | inedito         | 19 marzo 2019     | inedito         |
| 24 | Abgerechnet wird zum Schluss      | inedito         | 26 marzo 2019     | inedito         |
| 25 | Tödlicher Schlaf                  | inedito         | 2 aprile 2019     | inedito         |